# Ludomir Różycki
Ludomir Różycki (18. září 1883, Varšava – 1. ledna 1953, Katovice) byl polský hudební skladatel, dirigent a pedagog. Spolu s Mieczysławem Karłowiczem, Karolem Szymanowskim a Grzegorzem Fitelbergem byl členem skupiny hudebních skladatelů známých jako Mladé Polsko, jejímž záměrem bylo oživení hudební kultury jejich generace v jejich otčině.

## Život
Byl synem profesora Varšavské konzervatoře, kde také studoval hru na klavír a skladbu. Dokončil studia s vyznamenáním, a potom pokračoval ve studiu v Berlíně na Akademii múzických umění pod vedením Engelberta Humperdincka. Hudební kariéru začal jako dirigent opery a profesor hry na klavír v roce 1907 ve Lvově. Pak se přestěhoval do Varšavy. Z ní musel v době Varšavského povstání uprchnout. Po válce žil a učil v Katovicích.

## Hudba
Różyckého balet Pan Twardowski (1920) byl prvním polským velkým baletem, který byl proveden v cizině. K vidění byl v Kodani, Praze, Brně, Záhřebu, Bělehradě a ve Vídni. Ve Varšavě byl proveden více než 800krát. Jeho osm oper zahrnuje operu Casanova, Eros a Psyché (ta je na libreto spisovatele Jerzyho Żuławského).
Významné množství jeho sólových skladeb pro klavír bylo nahráno na CD Valentinou Seferinovou a vydáno polským vydavatelstvím Acte Préalable jako světové premiéry. Firma Hyperion Records vydala dva jeho klavírní koncerty, klavírní kvintet a jeho smyčcový kvartet.
V roce 1944 začal Różycki psát houslový koncert, ale musel ponechat rukopis zakopaný ve své zahradě, když utíkal z Varšavy. Rukopis byl objeven později pracovníky, kteří prováděli rekonstrukci. Rukopis skončil v archivech Polské národní knihovny. Houslista Janusz Wawrowski později skladbu zrekonstruoval, provedl ji v premiéře roku 2018 a vydal partituru v roce 2021.